# Mohamed Lahouaiej Bouhlel
Mohamed Lahouaiej Bouhlel (M'saken, Túnez, 3 de enero de 1985 – Niza, Francia, 14 de julio de 2016) fue un terrorista tunecino residente en Francia. Es conocido por haber llevado a cabo el atentado de Niza de 2016, en el cual, al mando de un camión, atropelló a una multitud de gente que celebraba el Día de la Bastilla, en el paseo de los Ingleses en Niza, Francia, matando al menos 86 personas e hiriendo a muchos más.

## Vida
Bouhlel nació en M'saken, una pequeña ciudad tunecina a unos 10 kilómetros (6 millas) de la costa y de la ciudad de Susa, donde un año antes del atentado de Niza se había producido otro grave ataque terrorista contra turistas europeos. De acuerdo a informes de la policía, Bouhlel tenía un permiso de residencia francés y vivía en Niza. Después de trasladarse allí, alrededor de 2005, trabajó como conductor de camión.
Según lo que dijeron algunos vecinos a una agencia internacional de noticias y luego a la policía, el sujeto sufría de depresión, bebía alcohol y era un usuario de drogas: "desde el 2002 hasta el 2004, sufrió un colapso nervioso. Él se enoja y grita... iba a romper todo lo que hubiera en frente de él." aseguró su padre. Su hermana, Rabeb Bouhlel, dijo que su familia entregó los documentos a la policía mostrando que él había estado viendo psicólogos durante varios años. Él era casado y con tres hijos, pero en proceso de divorcio. Se informó que tuvo dificultades financieras y que trabajo como repartidor, lo que le permitió adquirir un permiso y comprar un camión un año antes del ataque en Niza. En enero de 2016, se quedó dormido al volante de una furgoneta, y fue posteriormente despedido.
Según informes de medios de comunicación, Bouhlel era conocido por la policía por haber cometido cinco delitos antes del ataque terrorista, en particular con respecto a la violencia doméstica. El 27 de enero de 2016, atacó a un automovilista con un palet de madera después de un accidente de tráfico. Fue condenado por ello el 24 de marzo de 2016, y recibió una condena de seis meses de prisión por cargo de violencia con un arma pero, al no tener antecedente penales, quedó en libertad condicional. Bouhlel fue detenido por última vez menos de un mes antes del ataque; después de un accidente de tráfico en el que se había dormido mientras conducía, y él se quedó sujeto a supervisión judicial. Sin embargo, no estaba registrado como un riesgo por las autoridades francesas.
Días antes del ataque, envió £84,000 a su familia en Túnez, según su hermano Jaber Bouhlel. Los informes dicen que Bouhlel visitaba a su familia en Túnez a menudo, diciendo ellos que la última vez que lo hizo había sido ocho meses antes del atentado.

## Sospechoso de afiliación terrorista
Aunque se informó de que Bouhlel gritó "¡Allahu Akbar!" durante el ataque, y a pesar de que el fiscal francés afirmó que el ataque dio las señas de identidad de terrorismo yihadista, una investigación preliminar por parte de los funcionarios franceses no pudo conectar a Bouhlel con ningún grupo terrorista internacional.
Las autoridades tunecinas no tienen informes sobre Bouhlel ni mucho menos de que él haya practicado actos terroristas en suelo tunecino. Su nombre no estaba en la base de datos francesa de presuntos extremistas islámicos. De Acuerdo a un primo de Bouhlel y su esposa, Bouhlel no era una persona religiosa y no asistía a la mezquita. Un primo de Bouhlel dijo que él "no era un musulmán", y su vecino, dijo que bebía alcohol y nunca asistía a la mezquita. Su falta de piedad religiosa no es atípica en terroristas, Mohammed Merah (el autor de los tiroteos en Toulouse y Montauban) también coincide con ese perfil.
El primer ministro francés, Manuel Valls, proclamó que Bouhlel fue "probablemente relacionado con el islamismo radical, de una manera o de otra", y puso el ataque en el contexto de una "guerra" contra el terrorismo y "extremismo" del Islam tanto dentro y fuera de Francia. Por estas aparentemente islamófobas acusaciones inicialmente fue amonestado por el ministro de Interior francés, Bernard Cazeneuve, quien dijo que "tenemos un individuo que no era conocido por los servicios de inteligencia para actividades relacionadas con el Islamismo radical" y que no se podía confirmar cuales fueron los motivos que hicieron que Bouhlel se volviera una islamista radical. El 15 de julio, la exesposa de Bouhlel y un hombre fueron arrestados, seguido por tres hombres más al día siguiente. Harj Khalfallah, la prima y exesposa de Bouhlel, aseguró que hacía tres años que no vivían juntos. La fiscalía francesa no reveló la razón por la cual fueron detenidos. Al día siguiente, Cazeneuve dijo que parecía ser que ellos fueron los culpables de la radicalización de Bouhlel y que estos conocimientos fueron resultado de los hallazgos de las investigaciones iniciales. La exesposa fue puesta en libertad sin cargos, dos de los hombres resultaron ser intermediarios que le dieron armas a Bouhlel. El primer sujeto fue contactado por Bouhlel mediante un mensaje SMS a través de su teléfono móvil, también hallado en la cabina del camión, minutos antes de cometer la masacre, le envió otro mensaje y le dijo que necesitaba "más armas". En los dos días anteriores al atentado, las cámaras de vídeo-vigilancia del paseo marítimo lo habían grabado pasando por allí con el camión, que había alquilado una semana antes en una localidad cercana.
El 16 de julio, ISIS se responsabilizó del ataque mediante un comunicado de su agencia afín,  Amaq, donde lo reconocían como un "soldado". El ministro de Interior francés, Bernard Cazeneuve, aseguró que el autor de la masacre "se radicalizó muy rápidamente".

## Ataque en Niza y muerte
Bouhlel visitó el paseo de los Ingleses, dos veces en los dos días antes del ataque, fue filmado por las cámaras de circuito cerrado que se encontraban en el lugar. Él también se tomó selfies mientras estaba al volante del camión antes del ataque y las compartió por mensaje de texto. Más de 200 investigadores fueron puestos a investigar sobre para quien iban dirigidos esos mensajes.
Bouhlel fue abatido por la policía francesa, los mismos oficiales que estaban tratando de obligarlo a detener el camión. El fiscal francés declaró que el ataque dio las señas de identidad de terrorismo yihadista, pero ningún grupo había reivindicado la autoría del ataque hasta ese momento, y una investigación preliminar por parte de los funcionarios franceses no había podido conectar a Bouhlel con ningún grupo terrorista internacional.
Días después ISIS confirmó que el atentado fue perpetrado por un "soldado" del grupo, lo que puede hacer pensar que Bouhlel pertenecía a la organización Estado Islámico, hecho no demostrable. Por otro lado, el Estado Islámico puede tener un claro interés en atribuirse el mayor número de atentados posible para tratar de sembrar terror y desconcierto.